# MobiFone
MobiFone ou groupe de télécommunications MobiFone (vietnamien : Tổng công ty Viễn Thông MobiFone) est un opérateur de réseau mobile dont le siège est situé dans le district de Cau Giay à Hanoï au Viêt Nam.  

## Présentation
Viettel, le premier opérateur de téléphonie mobile au Viêt Nam, détient 60 % de parts de marché tandis que MobiFone en détient 18 %.
En 2019, Vinaphone est le deuxième plus grand réseau de téléphonie mobile au Việt Nam, avec 21 % des parts de marché.
Après avoir longtemps détenu cette 2e position en part de marché, MobiFone a perdu cette position au profit de Vinaphone depuis le troisième trimestre 2018.
En 2019, MobiFone assure la couverture 4G complète du pays. 
MobiFone projette d'augmenter ses investissements dans des projets technologiques de l'Internet des objets (IoT), du M2M, du Big data, et de la cybersécurité.
Le ministère de l'Information et de la Communication a également accordé une licence à MobiFone pour tester la 5G à Hanoï, Da Nang, Haïphong et Hô Chi Minh-Ville entre le 23 avril 2019 et le 22 avril 2020).

## Organisation
MobiFone Corporation comprend 20 unités fonctionnelles, dont 9 sociétés de services :  
- Télécoms Internationales ;
- Opérateur de réseaux (NOC) ;
- Multimedia - services à valeur ajoutée ;
- Centre informatique ;
- MobiFone réseaux Nord/Centre/Sud ;
- Tests et Maintenance ;
- Soutien à la facturation et aux services ;
- Recherche et développement ;
- Consultation, conception.